# Comissia
Genre
Comissia est un genre de crinoïdes de la famille des Comatulidae (ordre des Comatulida).

## Description et caractéristiques
Les espèces de ce genre conservent une bouche centrale à l'âge adulte, et seulement 10 bras. Le centrodorsal est circulaire, fin, et porte une ou deux rangées de cirrhes. Les six premières pinnules orales portent des épines formant des peignes.
On trouve ces espèces plutôt en profondeur, entre 29 et près de 1 000 m de profondeur. Seule Comissia luetkeni fréquente des profondeurs accessibles en plongée sous-marine. 

## Liste des espèces
Selon World Register of Marine Species (8 avril 2015) :
- Comissia chadwicki AH Clark, 1912 -- Sri Lanka
- Comissia dawsoni (McKnight, 1977) -- Pacifique sud-ouest
- Comissia decumatilos (McKnight, 1977) -- Nouvelle-Zélande
- Comissia gillstromi (McKnight, 1977)
- Comissia gracilipes AH Clark, 1912 -- Indonésie (>400 m)
- Comissia hispida AH Clark, 1911 -- Indonésie et Philippines
- Comissia horrida (AH Clark, 1911) -- Philippines
- Comissia luetkeni AH Clark, 1909 -- Grande Barrière de Corail (2-135 m)
- Comissia magnifica (Gislén, 1922) -- Japon
- Comissia minuta (Gislén, 1922) -- Japon
- Comissia norfolkensis McKnight, 1977 -- Australie (île Norfolk) (>400 m)
- Comissia parvula AH Clark, 1912 -- Pacifique ouest (Japon, Indonésie et Philippines)
- Comissia spinosissima AH Clark, 1912 -- Pacifique ouest (113-210 m de profondeur)
- Comissia venustus (AH Clark, 1909) -- Caraïbes (100-400 m)